# David Dekker
David Dekker (Amersfoort, 2 de febrero de 1998) es un ciclista profesional neerlandés que compite con el equipo Euskaltel-Euskadi.
Su padre Erik Dekker también fue ciclista profesional.

## Trayectoria
Debutó como profesional en 2018 con el Metec-TKH Continental Cyclingteam p/b Mantel. En septiembre de 2019, tras haberse proclamado campeón nacional en ruta en la categoría sub-23 y haber logrado el triunfo en la 1.ª etapa de la Carpathian Couriers Race, el SEG Racing Academy anunció su fichaje para 2020. El 29 de febrero, en la primera carrera de la temporada, ganó la Ster van Zwolle. Unos días después finalizó tercero en Le Samyn y volvió a triunfar en la Dorpenomloop Rucphen. Estos éxitos cosechados antes del parón provocado por la pandemia de enfermedad por coronavirus le permitieron dar el salto a la máxima categoría después de que en julio el Team Jumbo-Visma anunciara su fichaje para los siguientes dos años.
Después de esas dos temporadas en el conjunto neerlandés, participando en la primera de ellas en un Giro de Italia que no terminó, de cara a 2023 se incorporó al Arkéa Samsic. Ese año fue segundo en una etapa del Giro de Italia y, tras una segunda campaña en el equipo, en 2025 se unió al Euskaltel-Euskadi.

## Palmarés
2019
- 1 etapa de la Carpathian Couriers Race

2020
- Ster van Zwolle
- Dorpenomloop Rucphen

## Resultados en Grandes Vueltas
| Carrera | Carrera         | 2018 | 2019 | 2020 | 2021 | 2022 | 2023 | 2024 |
| ------- | --------------- | ---- | ---- | ---- | ---- | ---- | ---- | ---- |
|         | Giro de Italia  | —    | —    | —    | Ab.  | —    | Ab.  | Ab.  |
|         | Tour de Francia | —    | —    | —    | —    | —    | —    | —    |
|         | Vuelta a España | —    | —    | —    | —    | —    | —    | —    |

—: no participa
Ab.: abandono

## Equipos
- Metec-TKH Continental Cyclingteam p/b Mantel (2018-2019)
- SEG Racing Academy (2020)
- Team Jumbo-Visma (2021-2022)
- Arkéa (2023-2024)
  - Arkéa Samsic (2023)
  - Arkéa-B&B Hotels (2024)
- Euskaltel-Euskadi (2025-)